# ارتفاعات الماس (سان فرانسیسکو)
ارتفاعات الماس (به انگلیسی: Diamond Heights) یک منطقهٔ مسکونی در ایالات متحده آمریکا است که در سان فرانسیسکو واقع شده‌است. ارتفاعات الماس ۲٬۳۳۲ نفر جمعیت دارد.